# Sukiny deti
Sukiny deti (Сукины дети) è un film del 1990 diretto da Leonid Filatov.

## Trama
Il regista teatrale Yuri Lyubimov ha perso la cittadinanza e gli attori decidono di unirsi nella lotta per i loro diritti.